# Lori Petty
Lori Lee Petty (Chattanooga (Tennessee), 14 oktober 1963) is een Amerikaanse actrice, filmregisseuse, filmproducente en scenarioschrijfster.

## Biografie
Petty doorliep de high school aan de North High School in Sioux City waar zij in 1981 haar diploma haalde. Voordat zij ging acteren was zij actief als grafisch vormgeefster in Omaha (Nebraska). 
Petty begon in 1982 met acteren in de televisieserie The Equalizer. Hierna heeft zij nog meerdere rollen gespeeld in televisieseries en films zoals Cadillac Man (1990), A League of Their Own (1992), Free Willy (1993) Prison Break: The Final Break (2009), House (2009) en Orange is the new black (2018).

### Films
- 2021 The Survivalist - als radiocentralist (stem)
- 2020 A Deadly Legend - als Wanda Pearson
- 2018 Fear, Love, and Agoraphobia – als Francis
- 2016 Dead Awake – als dr. Sykes
- 2010 Chasing 3000 – als hulpsheriff Fryman
- 2009 Prison Break: The Final Break – als Daddy
- 2008 Richard III – als eerste moordenaar
- 2008 Last Call – als barkeeper
- 2007 Broken Arrows – als Erin
- 2006 Cryptid – als dr. Lean Carlin
- 2004 The Karate Dog – als COLAR (stem)
- 2003 Prey for Rock & Roll – als Faith
- 2001 Horrible Accident – als Six
- 2001 Route 666 – als Steph
- 2001 Firetrap – als Lucy
- 2001 MacArthur Park – als Kelly
- 1999 Clubland – als India
- 1999 The Arrangement – als Candy
- 1998 Relax... It's Just Sex – als Robin Moon
- 1996 Countdown – als Sara Daniels
- 1995 Tank Girl – als Tank Girl
- 1994 In the Army Now – als Christine Jones
- 1994 The Glass Shield – als Deborah Fields
- 1993 Poetic Justice – als Penelope
- 1993 Free Willy – als Rae Lindley
- 1992 A League of Their Own – als Kit Keller
- 1991 Point Break – als Tyler
- 1990 Cadillac Man – als Lila
- 1989 Perry Mason: The Case of the Musical Murder – als Cassie
- 1987 The Line – als Jo Lanier
- 1987 Bates Motel – als Willie

### Televisieseries
Uitgezonderd eenmalige gastrollen.
- 2024-heden NCIS: Origins - als Dr. Lenora Friedman
- 2021-2022 Station Eleven - als Sarah / The Conductor - 10 afl.
- 2014–2019 Orange Is the New Black – als Lolly Whitehill – 24 afl.
- 2009 The Cleaner – als Sunshine – 2 afl.
- 2009 Prison Break – als Daddy – 2 afl.
- 2008–2009 House – als Janice Burke – 3 afl.
- 1998–1999 Brimstone – als Max – 7 afl.
- 1996 Lush Life – als Georgia Sanders – 7 afl.
- 1989–1990 Booker – als Suzanne Dunne – 10 afl.
- 1988 The Thorns – als Cricket – 12 afl.
- 1987 Head of the Class – als Molly – 2 afl.

### Filmregisseuse
- 2008 The Poker House – film
- 2001 Horrible Accident – film

### Filmproducente
- 1996 Lush Life – televisieserie

### Scenarioschrijfster
- 2008 The Poker House – film
- 2001 Horrible Accident – film
- 1996 Lush Life – televisieserie – 1 afl.

- Bibsys: 13041141
- Biblioteca Nacional de España: XX1118226
- Bibliothèque nationale de France: cb140311314 (data)
- Gemeinsame Normdatei: 14355574X
- International Standard Name Identifier: 0000 0001 1442 3491
- Library of Congress Control Number: no2001073538
- Nationale Bibliotheek van Israël: 987007423602105171
- Nationale Bibliotheek van Polen: a0000001256851
- Système universitaire de documentation: 22487926X
- Virtual International Authority File: 39576792
- WorldCat: E39PBJw4FhRkMhPRjm9gdwRh73